# Disqus
Disqus är en webbtjänst vars användare registrerar sig för att få ett slags profil som sedan kan användas för att kommentera på exempelvis bloggar. Tjänsten startade 2007 och har blivit mycket populär, inte minst i Sverige där många större dagstidningar använder den för att låta användare kommentera artiklar.
I december 2010 berättade Svenska Dagbladet att de skulle börja använda Disqus för sina kommentarsfält.
År 2017 blev det känt att Disqus hade drabbats av ett intrång år 2012 med läckta användaruppgifter som följd.
Svenska Dagbladet har sedermera slutat med Disqus som plattform och använder sedan 2018 en plattform som utvecklats inom Schibstedkoncernen. Alternativsajten Samhällsnytt använder ännu 2020 Disqus som plattform.